# 嘉義南門教會
嘉義南門教會是隸屬於台灣基督長老教會的地方教會，位於嘉義市。該教會創立於1965年，最初為嘉義東門教會所設立的南門佈道所，歷經佈道所與支會階段後，於1983年正式升格為堂會。教會長期深耕在地事工，除主日禮拜與信仰教育外，亦積極參與社區關懷、青少年輔導及藝文活動。現址位於吳鳳南路，自2008年遷入以來已發展為當地具有代表性的信仰與社區中心之一，2025年慶祝設教六十週年。

## 歷史

### 成立初期（1963－1983年）
嘉義南門教會的起源可追溯至1963年，由嘉義東門教會長執李彬海提出於「田仔」地區（今嘉義市東南側）設立佈道所的構想。1964年起借用李彬海住宅作為聚會空間，1965年5月正式開始主日禮拜，命名為「嘉義東門教會南門佈道所」。1967年起由牧者與神學生輪流支援牧會與事工發展，佈道所逐步建立起聖歌隊、主日學、青年與婦女團契等部門。
1973年升格為支會，並於1975年購得吳鳳南路139坪土地作為新聚會所。1983年7月18日正式升格為堂會，成為獨立的地方教會。

### 穩定發展期（1985－1994年）
蕭文政牧師於1985年出任首任堂會牧師，後接續由施謙信與鄂主常牧師牧會。期間聚會人數持續成長，教會購置角仔寮新址116坪土地與廠房，並於1994年遷入使用，持續拓展事工。

### 社區參與與建堂規劃期（1995－2007年）
1990年代起，教會積極拓展社區事工，包括家庭小組訓練、兒童夏令營與學生課輔，並於2002年成立「社區關懷協會」，舉辦親職教育、兒童才藝、社區健康等活動。教會亦規劃建堂計畫，數度購地並進行初步設計，最終於2008年改購吳鳳南路新址（454坪）作為未來發展基地。

### 現代化與新堂落成（2008－2019年）
2008年教會遷入新址後，持續拓展社區連結，如成立「社區媽媽教室」「得勝迦南學園」等。2015年慶祝設教五十週年，並陸續購地擴充使用空間。2018年12月舉行新建禮拜堂獻堂典禮，建築獲得嘉義市建築金質獎，成為區域地標。

### 多元發展與六十週年（2020－2025年）
2020年起，教會投入後花園整建、音控訓練、音樂會與線上聚會等多元事工。2022年開辦「致福益人學苑」，提供插花、木箱鼓、英語等課程，促進在地連結與教育事工。2024年起籌備設教六十週年活動，並於2025年5月舉辦感恩紀念禮拜，總結教會六十年來在信仰與社區中的角色與貢獻。

## 歷任牧師
| 任次   | 姓名   | 職稱 | 任職方式 | 任職起迄          | 備註 |
| ------ | ------ | ---- | -------- | ----------------- | ---- |
| 第一任 | 蕭文政 | 牧師 | 聘任     | 1985.10 – 1988.09 |      |
| 第二任 | 鄂主常 | 牧師 | 聘任     | 1991.08 – 2003.09 |      |
| 第三任 | 李仁豪 | 牧師 | 聘任     | 2005.07 – 2009.06 |      |
| 第四任 | 龍瑞華 | 牧師 | 聘任     | 2011.07 – 至今    | 現任 |

## 現況與事工
嘉義南門教會目前設有主日崇拜、兒童主日學、小組聚會、詩班、青年團契、婦女事工及松年事工等，並積極推動社區連結，包括與教育基金會、中會、神學院及在地志工團體合作之課輔、藝文與關懷活動。禮拜堂空間除供聚會使用外，也定期舉辦展演、培訓與公益活動。

## 建築特色
嘉義南門教會現址位於嘉義市東區吳鳳南路547巷，占地超過600坪。教會主建築為三層鋼筋混凝土結構，設有主禮拜堂、副堂、教室、多功能教學區、圖書區及後花園，具備無障礙空間設計與靈活的空間配置。整體建築設計融合現代簡約與信仰意象，主堂中央設置十字架為空間視覺核心。
新堂於2018年年底完工，並於同年舉行獻堂感恩禮拜。其建築風格與社區融合度受到肯定，於2020年獲頒國家建築金質獎，為當年度宗教類建築得獎代表之一。

## 外部連結
- 台灣基督長老教會總會網站
- 嘉義南門教會 Facebook 粉絲專頁